# 淮南公主 (南齐)
淮南长公主（?—?），中国南北朝齐高帝萧道成之女。
淮南长公主在嫁給了琅琊王氏王俭的儿子王暕。王暕弱冠，选尚淮南长公主，拜驸马都尉，除员外散骑侍郎。王暕的母亲是刘宋的阳羡公主，生于477年，大约在497年时，娶淮南长公主。王暕在南梁官至尚书仆射、吏部尚书。

## 传记资料
- 《梁書 王暕傳》